# Henri Van Kerckhove
Henri Van Kerckhove (Laken, 6 september 1926 - Kessel-Lo, 4 november 1999) was een Belgisch wielrenner, die beroeps was tussen 1947 en 1960.
Van Kerckhove nam eenmaal deel aan de Tour en eenmaal aan de Giro, maar gaf beide keren op. Hij legde zich vooral toe op semi-klassiekers en het kermiscircuit, waarin hij vele overwinningen boekte. Maar ook Luik-Bastenaken-Luik lag hem, in 1952 werd hij door Ferdi Kübler in de sprint verslagen en eindigde als tweede.

## Belangrijkste overwinningen
1946
- Nationaal Kampioenschap op de weg, elite zonder contract

1948
- 1e etappe Ronde van België

1949
- 8e etappe Ronde van Nederland
- 1e etappe Ronde van België

1952
- 3e etappe Ronde van Nederland
- Omloop der Vlaamse Ardennen-Ichtegem
- Eindklassement Ronde van België
- GP Dr. Eugeen Roggeman - Stekene

1953
- GP Frans Melckenbeeck

1954
- 1e etappe Ronde van België
- Eindklassement Ronde van België

## Resultaten in voornaamste wedstrijden
| Jaar | Ronde van Italië | Ronde van Frankrijk | Ronde van Spanje |
| ---- | ---------------- | ------------------- | ---------------- |
| 1948 |                  |                     |                  |
| 1949 |                  |                     |                  |
| 1950 |                  |                     |                  |
| 1951 |                  |                     |                  |
| 1952 |                  | opgave              |                  |
| 1953 |                  |                     |                  |
| 1954 |                  |                     |                  |
| 1955 | opgave           |                     |                  |

| Jaar | Milaan-San Remo | Gent-Wevelgem | Ronde van Vlaanderen | Parijs-Roubaix | Luik-Bast.‑Luik | Ronde van Lombardije | Parijs-Brussel | Waalse Pijl |  | WK op de weg |
| ---- | --------------- | ------------- | -------------------- | -------------- | --------------- | -------------------- | -------------- | ----------- |  | ------------ |
| 1948 |                 |               | 55e                  | 58e            | 7e              |                      |                |             |  |              |
| 1949 |                 |               |                      |                |                 |                      |                |             |  |              |
| 1950 |                 |               |                      | 61e            |                 |                      |                |             |  |              |
| 1951 |                 |               |                      |                |                 |                      | 62e            | 25e         |  | 12e          |
| 1952 |                 |               |                      |                | Zilver          |                      | 25e            |             |  |              |
| 1953 | 110e            | 32e           |                      |                |                 |                      |                |             |  |              |
| 1954 |                 | 39e           |                      |                | 4e              |                      |                |             |  |              |
| 1955 |                 |               |                      |                |                 |                      | 26e            |             |  |              |

Andries ·
Baert ·
Bels ·
Blavier ·
Borgmans ·
Bosmans ·
Buysse ·
Claeys ·
De Backer ·
De Boever ·
De Laet ·
Demunster ·
De Pauw ·
De Pré ·
Deleye ·
Deloof ·
Demaer ·
Denys ·
Depover · 
Despeghel ·
Devoldere ·
Dewitte ·
Doom ·
Duerinckx ·
Dussault ·
Englebert ·
Ertveldt ·
Favre ·
Flecy ·
Gosselin ·
Gräser (tot 31/05) ·
Hanssen ·
Heye ·
Heyvaert ·
Hoevenaars ·
Hooberghs ·
Hubar ·
Huyskens ·
Janssen ·
Kennedy (tot 25/06) ·
Lamote ·
Laroy ·
Ledru ·
Luyten ·
Machiels (tot 05/06) ·
McLennan ·
Meuleman ·
Michiels ·
Moxhet (tot 05/05) ·
Murray ·
Noyelle ·
Nulens ·
Pascal ·
Patteeuw ·
Planckaert ·
Reyers ·
Rijckaert (tot 05/05) ·
Roman ·
Rosseel ·
Saelens ·
Schaeken ·
Schaerlaeckens ·
Schellenberg ·
Schepens ·
Schmidt ·
Soenens ·
Strehler ·
Terryn ·
Tressider ·
Truye ·
Tuytens ·
Uytterhaegen ·
Van de Wiele ·
Van Eckhoudt ·
Van den Broeck · 
Van Holsbeke ·
Van Kerckhove ·
Van Ryssel ·
Vandaele ·
Vandecaveye ·
Vandersmissen ·
Vanhoutte ·
Vanthournout ·
Van Tieghem ·
Verheyden ·
Verpaelt ·
Verplaetse ·
Volckaert ·
Wislet (tot 05/05) ·
Zen